# 遊び車
遊び車（あそびぐるま）とはベルト伝動や摩擦伝動において用いられるプーリーの一種。ベルト伝動においては原車と従車の間に入れベルトのゆるみや振動を防いだりベルトの方向を変えるために用いられ、また摩擦伝動においても軸が離れていて滑車が大きくなり過ぎる場合や回転方向を変えたい場合に用いられる。いずれも動力伝達や速力比には関係しない。

## 参考資料
- 日本国語大辞典(小学館)[要ページ番号]
- 大辞泉(小学館)[要ページ番号]